# Alicja Janczak
Alicja Janczak (ur. 15 listopada 2002) – polska koszykarka, występująca na pozycjach rozgrywającej lub  rzucającej, reprezentantka Polski w koszykówce 3x3 obecnie zawodniczka SKK Polonia Warszawa.

## Osiągnięcia
Stan na 1 maja 2024, na podstawie, o ile nie zaznaczono inaczej.

### Drużynowe

#### Seniorskie
5x5
- Mistrzyni I ligi (2021)[2]

#### Młodzieżowe
3x3
- Mistrzyni Mazowsza 3x3 U–23 (2022)
- Wicemistrzyni Mazowsza 3x3 U–23 (2021)
- Uczestniczka młodzieżowych mistrzostw Polski 3x3 U–23 (2022 – 8. miejsce)